# Michel du Bec-Crespin
Michel du Bec-Crespin (zm. 30 sierpnia 1318 w Awinionie) – francuski kardynał.
Pochodził z Mortemer w Normandii. Jego ojciec był baronem Boury. Wybrawszy karierę duchowną, został dziekanem kościoła Saint-Quentin w Normandii, a następnie archidiakonem Paryża. 23 grudnia 1312 roku Klemens V, pierwszy papież rezydujący w Awinionie, mianował go kardynałem prezbiterem Santo Stefano al Monte Celio. Uczestniczył w Konklawe 1314–1316, które wybrało Jana XXII, jako przedstawiciel frakcji „galijskiej”, reprezentującej pośrednie stanowisko między blisko związanymi z Klemensem V „Gaskończykami” a pragnącymi rychłego powrotu do Rzymu kardynałami włoskimi. Zmarł w Awinionie, ale jego szczątki spoczęły w kaplicy św. Michała w paryskiej katedrze Notre-Dame.